# El Castell (Pontós)
el Castell és un mas a gairebé dos quilòmetres del nucli de Pontós (l'Alt Empordà) declarat bé cultural d'interès nacional. La masia anomenada el Castell, es troba a poc més d'un quilòmetre. al nord-oest de l'església de Romanyà. L'edifici sembla més una masia que no pas una fortalesa. Tot i això conserva algunes espitlleres d'arma de foc en un dels murs (segle XV-XVI).
És un edifici rectangular amb crugies paral·leles a la façana llarga, que és la que presenta espitlleres. La primera crugia entrant per aquesta façana és coberta amb volta: la resta amb embigat. L'aparell és de còdols i argamassa amb les cantoneres de carreus escairats. El mur de llevant presenta un fragment d'aparell que podria ser medieval. A la part superior es troba aparedat un gran arc rebaixat de carreus escairats de pedra sorrenca.